# ネクスト・ジェネレーション2015
ネクスト・ジェネレーション2015（英語: Next generation 2015）は、2015年10月にガーディアンが発表した1998年生まれのサッカー界の若手有望選手50人である。

## 特集選手
前年より特集人数が10人増加した。
なお、所属は当時のものである。
| 氏名                           | 生年月日       | ポジション | 所属                             |
| ------------------------------ | -------------- | ---------- | -------------------------------- |
| フランコ・ロペス               | 1998年4月1日   | WG         | CAリーベル・プレート             |
| トマス・コネクニー             | 1998年3月30日  | AMF        | CAサン・ロレンソ・デ・アルマグロ |
| パノス・アルメナカス           | 1998年8月5日   | WG         | ウディネーゼ・カルチョ           |
| サンディ・ロヴリッチ           | 1998年3月28日  | MF         | SKシュトゥルム・グラーツ         |
| イスマーイール・アザウィ       | 1998年1月6日   | WG         | VfLヴォルフスブルク              |
| エヴァンデル                   | 1998年6月9日   | AMF        | CRヴァスコ・ダ・ガマ             |
| リンコウン                     | 1998年11月7日  | AMF        | グレミオFBPA                     |
| マテウス・ペレイラ             | 1998年2月25日  | AMF        | SCコリンチャンス・パウリスタ     |
| ヘスス・マリモン               | 1998年9月9日   | MF         | オンセ・カルダス                 |
| ダヴォル・ロヴレン             | 1998年10月3日  | FW         | NKディナモ・ザグレブ             |
| ドミニク・スメーカル           | 1998年1月22日  | FW         | インテルナツィオナーレ・ミラノ   |
| ヤコブ・ブルーン・ラーセン     | 1998年9月19日  | WG         | ボルシア・ドルトムント           |
| カーン・カイリネン             | 1998年12月22日 | MF         | FCインテル・トゥルク             |
| ビラル・ブトッバ               | 1998年8月29日  | WG         | オリンピック・マルセイユ         |
| ダヨ・ウパメカノ               | 1998年10月27日 | CB         | レッドブル・ザルツブルク         |
| ジェフ・レーヌ＝アデレード     | 1998年1月17日  | FW         | アーセナルFC                     |
| ルカ・ジダン                   | 1998年5月13日  | GK         | レアル・マドリード               |
| ファビアン・ベンコ             | 1998年6月5日   | MF         | FCバイエルン・ミュンヘン         |
| フェリックス・パスラック       | 1998年5月29日  | RB         | ボルシア・ドルトムント           |
| ディミトリス・リムニオス       | 1998年5月27日  | RW         | アトロミトスFC                   |
| レザ・シェカリ                 | 1998年5月31日  | AMF        | ゾブ・アハン・エスファハーンFC   |
| ハビブ・オハヨン               | 1998年8月1日   | GK         | マッカビ・テルアビブFC           |
| マヌエル・ロカテッリ           | 1998年1月8日   | MF         | ACミラン                         |
| マヌエル・ニコレッティ         | 1998年12月9日  | LB         | FCクロトーネ                     |
| 堂安律                         | 1998年6月16日  | WG         | ガンバ大阪                       |
| シディキ・マイガ               | 1998年12月28日 | FW         | ASレアル・バマコ                 |
| パブロ・ロペス                 | 1998年1月7日   | MF         | CFパチューカ                     |
| ウリセス・トレース             | 1998年2月17日  | LW         | クルブ・アメリカ                 |
| ハキム・マストゥール           | 1998年6月15日  | AMF        | ACミラン                         |
| ジャバイロ・ディルロスン       | 1998年6月22日  | WG         | マンチェスター・シティFC         |
| ユスティン・バイロウ           | 1998年1月22日  | GK         | フェイエノールト                 |
| ティモシー・フォス＝メンサー   | 1998年1月2日   | DF         | マンチェスター・ユナイテッドFC   |
| 韓光成                         | 1998年9月11日  | FW         | 4.25体育団                       |
| マルティン・ウーデゴール       | 1998年12月17日 | AMF        | レアル・マドリード               |
| ラフィク・ゼフニニ             | 1998年1月12日  | WG         | オッド・グレンランド             |
| クリスティアン・ビエリク       | 1998年1月4日   | CB         | アーセナルFC                     |
| ペドロ・ペレイラ               | 1998年1月22日  | RB         | UCサンプドリア                   |
| ヤニス・ハジ                   | 1998年10月22日 | AMF        | FCヴィトルル・コンスタンツァ     |
| アルチョム・ガラジャン         | 1998年5月28日  | FW         | FCロコモティフ・モスクワ         |
| ゼフルディン・メフメドヴィッチ | 1998年3月15日  | AMF        | FKチュカリチュキ                 |
| ヤン・ムラカル                 | 1998年10月23日 | FW         | ACFフィオレンティーナ            |
| リアム・ジョーダン             | 1998年7月30日  | FW         | ビッドヴェスト・ウィッツFC       |
| 李昇祐                         | 1998年1月6日   | FW         | FCバルセロナ                     |
| クキ・サラサール               | 1998年5月5日   | FW         | マラガCF                         |
| ホセ・マリア・アモ             | 1998年4月9日   | CB         | セビージャFC                     |
| ダニ・オルモ                   | 1998年5月7日   | FW         | NKディナモ・ザグレブ             |
| ザカリアス・ファウール         | 1998年1月30日  | FW         | マンチェスター・シティFC         |
| イブラヒム・デミルバ           | 1998年10月30日 | FW         | ガラタサライSK                   |
| クリスチャン・プリシッチ       | 1998年9月18日  | FW         | ボルシア・ドルトムント           |
| フェデリコ・バルベルデ         | 1998年7月22日  | MF         | レアル・マドリード               |

ソース: